# Leona
Leona je  žensko osebno ime.

## Izvor imena
Ime Leona je ženska oblika imena Leon.

## Pogostost imena
Po podatkih Statističnega urada Republike Slovenije je bilo na dan 31. decembra 2007 v Sloveniji število ženskih oseb z imenom Leona: 34.

## Osebni praznik
V koledarju je ime Leona zapisano skupaj z imenom Leon; god praznuje 19. aprila ali 10. novembra.